# Modélisation géologique

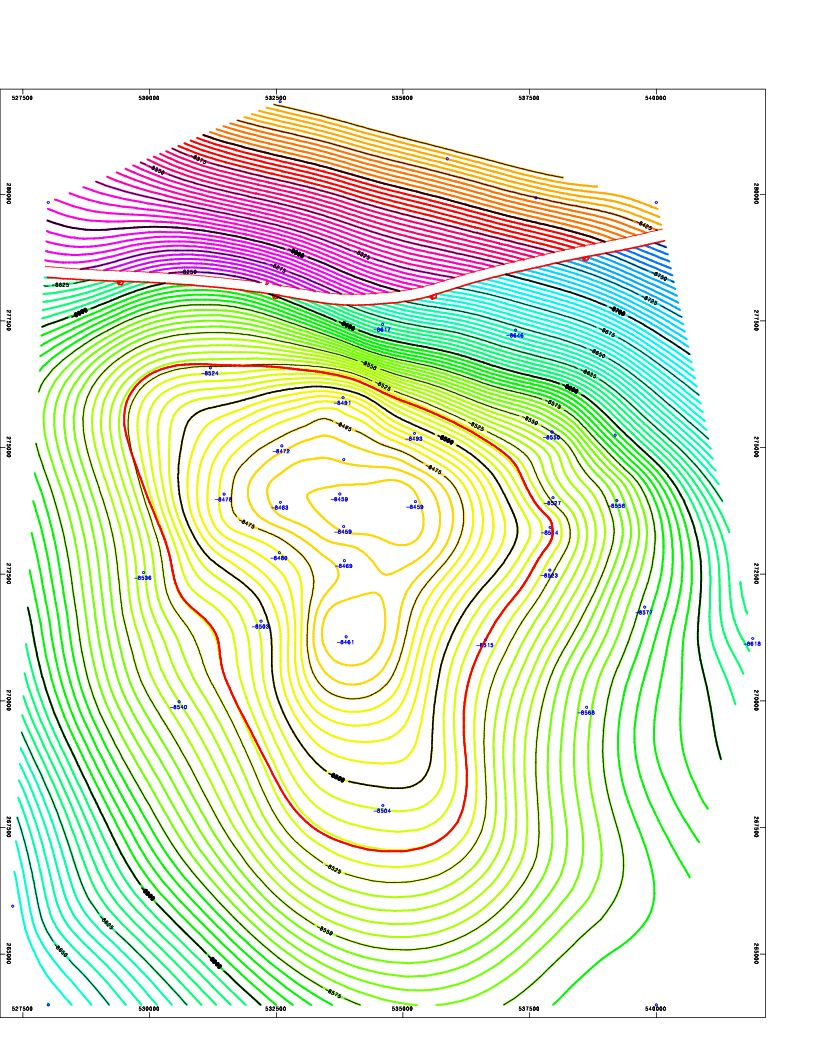
Logiciel de cartographie géologique affichant une carte de structure générée pour un réservoir de gaz et de pétrole de 2590 m de profondeur dans le champ terrestre, paroisse de Vermilion, Erath, Louisiane. L'espace de gauche à droite, près du haut de la carte de contour, indique une ligne de faille. Cette ligne de faille se situe entre les courbes de niveau bleu/vert et les courbes de niveau violet/rouge/jaune. La fine ligne de contour circulaire rouge au milieu de la carte indique le sommet du réservoir de pétrole. Étant donné que le gaz flotte au-dessus du pétrole, la fine ligne de contour rouge marque la zone de contact gaz/pétrole.

La modélisation géologique ou géomodélisation est la science des représentations numériques de parties de la croûte terrestre par synthèse d'observations géophysiques et géologiques effectuées en surface ou en sous-sol. Un géomodèle est l'équivalent numérique d'une carte géologique en trois dimensions complétée par une description des grandeurs physiques dans un domaine d'intérêt donné. La modélisation géologique est reliée au concept de modèle terrestre partagé ((en) Shared Eart Model) ; qui est une base de connaissances multidisciplinaire, interopérable et actualisable sur le sous-sol.
La géomodélisation est très employée dans divers domaines pour gérer les ressources naturelles, évaluer les risques naturels et quantifier les processus géologiques. Elle trouve notamment des applications importantes dans les secteurs du pétrole et du gaz, des aquifères souterrains et des gisements de minerai. Par exemple, dans l'industrie pétrolière et gazière, des modèles géologiques précis sont essentiels pour alimenter les programmes de simulation de réservoir, qui permettent de prédire le comportement des roches dans différents scénarios de récupération d'hydrocarbures. Étant donné qu'un réservoir ne peut être développé et produit qu'une seule fois, il est crucial de choisir un site présentant des conditions de développement optimales pour éviter des erreurs coûteuses et inutiles. L'utilisation de modèles géologiques et de simulations de réservoir permet aux ingénieurs des gisements d'identifier les meilleures options de récupération, offrant ainsi le plan de développement le plus sûr, économique et efficace pour un réservoir donné.
La modélisation géologique est une sous-discipline profitant des acquis de la géologie structurale, la sédimentologie, la stratigraphie, la paléoclimatologie et la diagenèse ;
Dans la représentation 2D, une formation ou unité géologique est représentée par un polygone, dont les limites peuvent être des failles, des discordances ou par son étendue latérale. Dans les modèles géologiques en 3 dimensions (3D), une unité géologique est délimitée par des surfaces triangulaires ou quadrangulaires. L'équivalent du polygone cartographié est l'unité géologique entièrement fermée, utilisant un maillage de triangles. Pour les propriétés ou la modélisation des fluides, ces volumes peuvent être séparés en un réseau de cellules, appelées voxels (éléments volumétriques). Ces grilles 3D sont l'équivalent des grilles 2D utilisées pour exprimer les propriétés de surfaces uniques.
La géomodélisation se passe généralement selon les étapes suivantes : 
1. Analyse préliminaire du contexte géologique du domaine d'étude.
2. Interprétation des données et observations disponibles sous forme d'ensembles de points ou de lignes polygonales (par exemple des « bâtons de failles » correspondant à des failles sur une section sismique verticale).
3. Construction d'un modèle structural décrivant les principales limites rocheuses (horizons, discordances, intrusions, failles)[4]
4. Définition d'un maillage tridimensionnel honorant le modèle structurel pour prendre en charge la représentation volumétrique de l'hétérogénéité (voir Géostatistique ) et résoudre les équations aux dérivées partielles qui régissent les processus physiques dans le sous-sol (par exemple, propagation des ondes sismiques, transport de fluides dans des milieux poreux).

## Composants de modélisation géologique

### Cadre structurel
Les positions spatiales des principales limites de la formation sont intégrées, y compris les effets des failles, du pli et de l'érosion (discordances). Ensuite, les principales divisions stratigraphiques sont subdivisées en couches de cellules présentant différentes géométries par rapport aux surfaces délimitantes (parallèles au sommet, parallèles à la base, proportionnelles). Les dimensions maximales des cellules sont dictées par les tailles minimales des entités à résoudre. Par exemple, sur une carte numérique d'une ville, l'emplacement d'un parc urbain peut être résolu de manière adéquate par un gros pixel vert, mais pour définir les emplacements des terrains de basket-ball, terrains de baseball et piscines, des pixels beaucoup plus petits - une résolution plus élevée - doivent être utilisés.

### Type de roche
Chaque cellule du modèle est assignée à un type de roche spécifique. Dans un environnement clastique côtier, cela peut englober une variété de matériaux tels que le sable de plage, le sable marin situé dans la zone côtière supérieure avec une énergie marine élevée, le sable marin dans la partie inférieure du littoral présentant une énergie hydraulique intermédiaire, ainsi que le limon et le schiste marins plus profonds caractérisés par une faible énergie. La répartition de ces différents types de roches dans le modèle est régulée par diverses méthodes, telles que la méthode des polygones suivant les contours des cartes, l'utilisation de cartes de probabilité pour les différents types de roches, ou encore des techniques statistiques basées sur des données de puits géographiquement proches.

### Qualité du réservoir
Les paramètres de qualité des réservoirs incluent presque toujours la porosité et la perméabilité, mais peuvent également inclure des mesures de la teneur en argile, des facteurs de cimentation et d'autres caractéristiques qui affectent le stockage et la capacité des fluides à circuler à travers les pores de ces roches. Les techniques géostatistiques sont couramment utilisées pour attribuer à chaque cellule du modèle des valeurs de porosité et de perméabilité adaptées au type de roche de cette cellule.

### Saturation des fluides

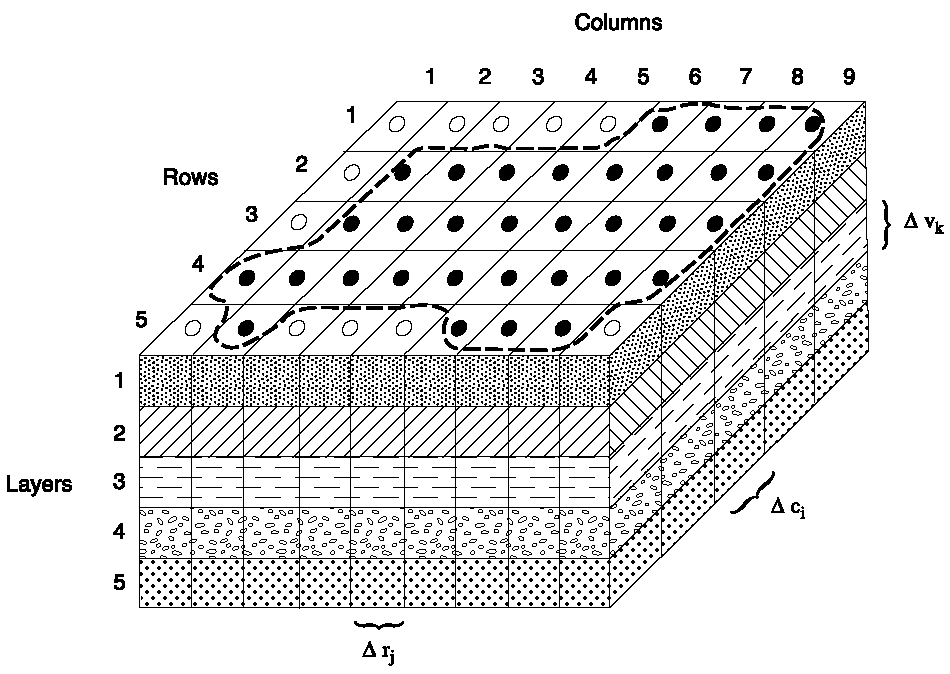
Une grille de différences finies 3D utilisée dans MODFLOW pour simuler l'écoulement des eaux souterraines dans un aquifère.

La plupart des roches sont généralement saturées d'eau souterraine. Cependant, dans certaines conditions favorables, une partie de l'espace poreux de la roche peut être occupée par d'autres liquides ou gaz. Dans l'industrie de l'énergie, le pétrole et le gaz naturel sont les fluides les plus couramment modélisés. Les méthodes préférées pour calculer les saturations en hydrocarbures dans un modèle géologique intègrent une estimation de la taille des pores, des densités des fluides et de la hauteur de la cellule au-dessus du contact avec l'eau, car ces facteurs influencent fortement la capillarité, qui contrôle finalement les saturations de fluides.

### Géostatistique
Une partie essentielle de la modélisation géologique implique l'utilisation de techniques géostatistiques. Étant donné que les données observées ne sont souvent pas réparties sur des grilles régulières, nous devons recourir à des techniques d'interpolation. Le krigeage est la méthode la plus couramment utilisée, exploitant la corrélation spatiale entre les données et visant à construire une interpolation à l'aide de semi-variogrammes. Pour reproduire de manière plus réaliste la variabilité spatiale et pour évaluer l'incertitude spatiale entre les données, la simulation géostatistique est souvent employée. Cette approche se base sur des variogrammes, des images d'entraînement ou des objets géologiques paramétriques.

### Gisements minéraux
Les géologues travaillant pour l'exploitation minière et l'exploration minérale ont recours à la modélisation géologique pour déterminer la géométrie et la localisation des gisements minéraux sous la surface terrestre. Ces modèles géologiques aident à définir le volume et la concentration des minéraux, sur lesquels des considérations économiques sont appliquées pour évaluer la valeur économique de la minéralisation. Les gisements minéraux jugés économiquement viables peuvent alors être exploités en tant que mines.

## Technologie
La géomodélisation et la CAO (Conception Assistée par Ordinateur) partagent de nombreuses technologies communes. Les logiciels sont généralement développés en utilisant des langages de programmation orientés objet tels que le C++, Java ou C#, et sont exécutés sur une ou plusieurs plates-formes informatiques. L'interface utilisateur graphique comprend généralement une ou plusieurs fenêtres graphiques en 3D et 2D pour visualiser les données spatiales, les interprétations et les résultats de modélisation. Cette visualisation est souvent rendue possible grâce à l'exploitation du matériel graphique. L'interaction de l'utilisateur se fait principalement via la souris et le clavier, bien que dans certains cas spécifiques, des dispositifs de pointage 3D et des environnements immersifs puissent être utilisés. Les systèmes d'information géographique (SIG) sont également largement utilisés pour manipuler des données géologiques.
Les objets géométriques sont représentés par des courbes et des surfaces paramétriques ou des modèles discrets tels que des maillages polygonaux.

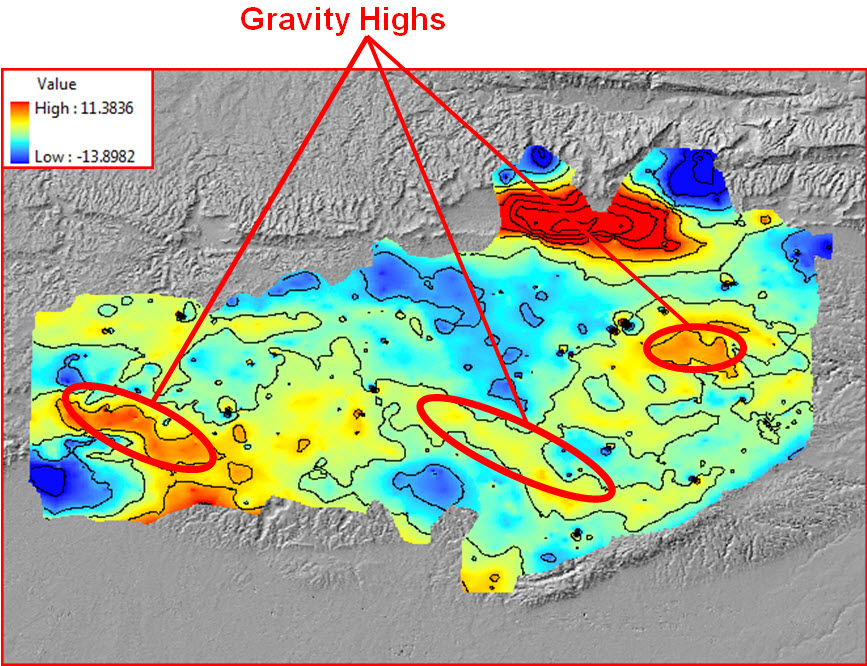
Des sommets de gravité

## Recherche en géomodélisation
Problèmes liés à la couverture de géomodélisation, : 
- Définir une ontologie appropriée pour décrire des objets géologiques à différentes échelles d'intérêt,
- Intégrer divers types d'observations dans les géomodèles 3D : données de cartographie géologique, données et interprétations de forages, images et interprétations sismiques, données de terrain potentielles, données de tests de puits, etc.,
- Meilleure prise en compte des processus géologiques lors de la construction du modèle,
- Caractériser l’incertitude sur les géomodèles pour aider à évaluer les risques. La géomodélisation est donc étroitement liée à la géostatistique et à la théorie des problèmes inverses.
- Application des simulations géostatistiques multipoints (MPS) récemment développées pour intégrer différentes sources de données[8],
- Optimisation automatisée de la géométrie et conservation de la topologie[9]

## Historique
Dans les années 1970, la géomodélisation était principalement basée sur des techniques cartographiques 2D automatisées telles que le contourage, implémentées sous forme de routines Fortran qui communiquaient directement avec le matériel de traçage. L'avènement des postes de travail dotés de capacités d'infographie tridimensionnelle dans les années 80 a marqué le début d'une nouvelle génération de logiciels de géomodélisation avec des interfaces utilisateur graphiques. Cette technologie est devenue mature dans les années 1990,.
La géomodélisation a été dès le début principalement motivée et soutenue par l'industrie pétrolière et gazière.

## Logiciel de modélisation géologique
Les développeurs de logiciels ont créé plusieurs packages à des fins de modélisation géologique. Ces logiciels permettent d'afficher, d'éditer, de numériser et de calculer automatiquement les paramètres requis par les ingénieurs, géologues et géomètres. Actuellement, ces logiciels sont principalement développés et commercialisés par des éditeurs spécialisés de l'industrie pétrolière, gazière ou minière :

### Modélisation et visualisation géologiques
- IRAP RMS Suite
- GéotiqueMine
- Geomodeller3D
- DecisionSpace Geosciences Suite
- Dassault Systèmes GEOVIA fournit Surpac, GEMS et Minex pour la modélisation géologique
- GSI3D
- Mira Geoscience fournit GOCAD Mining Suite, un logiciel de modélisation géologique 3D qui compile, modélise et analyse pour une interprétation valide qui honore toutes les données.
- Seequent fournit la modélisation géologique 3D Leapfrog et les logiciels de modélisation 3D Geosoft GM-SYS et VOXI.
- L'éditeur Maptek fournit Vulcan, un logiciel de visualisation modulaire 3D pour la modélisation géologique et la planification minière
- Micromine est une solution d'exploration et de conception de mines complète et facile à utiliser, qui offre des outils intégrés pour la modélisation, l'estimation, la conception, l'optimisation et la planification.
- Petrel
- Rockworks
- SGS Genesis
- Move
- SKUA-GOCAD
- Datamine Software fournit Studio EM et Studio RM pour la modélisation géologique
- BGS Groundhog Desktop, logiciel gratuit développé par la direction GeoAnalytics and Modeling du British Geological Survey.

### Modélisation des eaux souterraines
- FEFLOW
- FEHM
- MODFLOW
  - GMS
  - Visual MODFLOW
- ZOOMQ3D

Par ailleurs, les consortiums industriels et d'autres entreprises travaillent spécifiquement à améliorer la standardisation et l'interopérabilité des bases de données des sciences de la Terre ainsi que des logiciels de géomodélisation :
- Standardisation : GeoSciML par la Commission pour la gestion et l'application de l'information géoscientifique, de l'Union internationale des sciences géologiques.
- Standardisation : RESQML™ par Energistics
- Interopérabilité : OpenSpirit, par Tibco Software®